# Serqueux (Haute-Marne)
Serqueux ist eine französische Gemeinde mit 367 Einwohnern (Stand 1. Januar 2022) im Département Haute-Marne in der Region Grand Est; sie gehört zum Arrondissement Langres. Die Bewohner werden Sarcophagiens und Sarcophagiennes genannt.

## Geografie
Serqueux liegt etwa 35 Kilometer nordöstlich von Langres im Bereich des Plateaus von Langres. Am Nordostrand der Gemeinde entspringt der Saône-Zufluss Apance in einem waldreichen Areal (Bois Communal de Serqueux) auf etwa 470 m Meereshöhe.

## Geschichte
Bereits im Jahr 990 bestand ein Priorat. Mehrere Pestzüge suchten die Gemeinde im Mittelalter heim. Im 17. Jahrhundert wurde Serqueux zweimal total verwüstet (im Dreißigjährigen Krieg und 1650). Bei einem Großfeuer im Jahr 1802 brannte fast das gesamte Dorf ab. Am 19. Oktober 1917 kam es zu einer Notlandung des Zeppelins L49 und 1959 stürzte ein Kampfflieger auf Gemeindegebiet ab.
Die Mechanisierung der Landwirtschaft führte zu einer starken Abwanderung im späten 19. Jahrhundert und im 20. Jahrhundert. Serqueux war Teil der Bailliage de Langres innerhalb der königlichen Provinz Champagne. Der Ort gehörte von 1793 bis 1801 zum District Bourbonne. Zwischen 1790 und 1801 trug die Gemeinde den Namen Sergneux und war Kantonshauptort. Seither trägt sie den heutigen Namen.

## Bevölkerungsentwicklung
| Jahr                       | 1962 | 1968 | 1975 | 1982 | 1990 | 1999 | 2006 | 2018 |
| Einwohner                  | 653  | 587  | 531  | 535  | 515  | 463  | 468  | 369  |
| Quellen: Cassini und INSEE |      |      |      |      |      |      |      |      |

## Sehenswürdigkeiten
- Kirche St. Blasius (Église Saint-Blaise) (älteste Teile aus dem 12. Jahrhundert; Nordportal 1706, Glockenturm 1736 und Chor 1840),[1] seit 1988 als Monument historique eingeschrieben
- Bürgermeisteramt (Mairie) von Serqueux
- Denkmal für die Gefallenen
- Mehrere Lavoirs
- Maison Baude in der Rue du Mont aus dem 18. Jahrhundert, Steinbank, Beischlag und Kellerabgang sind seit 1942 als Monument historique eingeschrieben
- Maison Joly-Catel in der Rue Fourgueneau, Freitreppe, Steinbank und Kellerabgang sind seit 1942 als Monument historique eingeschrieben
- Alte Häuser in der Grande Rue und der Rue Fourgueneau
- Gipfelkreuz auf einem Hügel nördlich des Dorfs

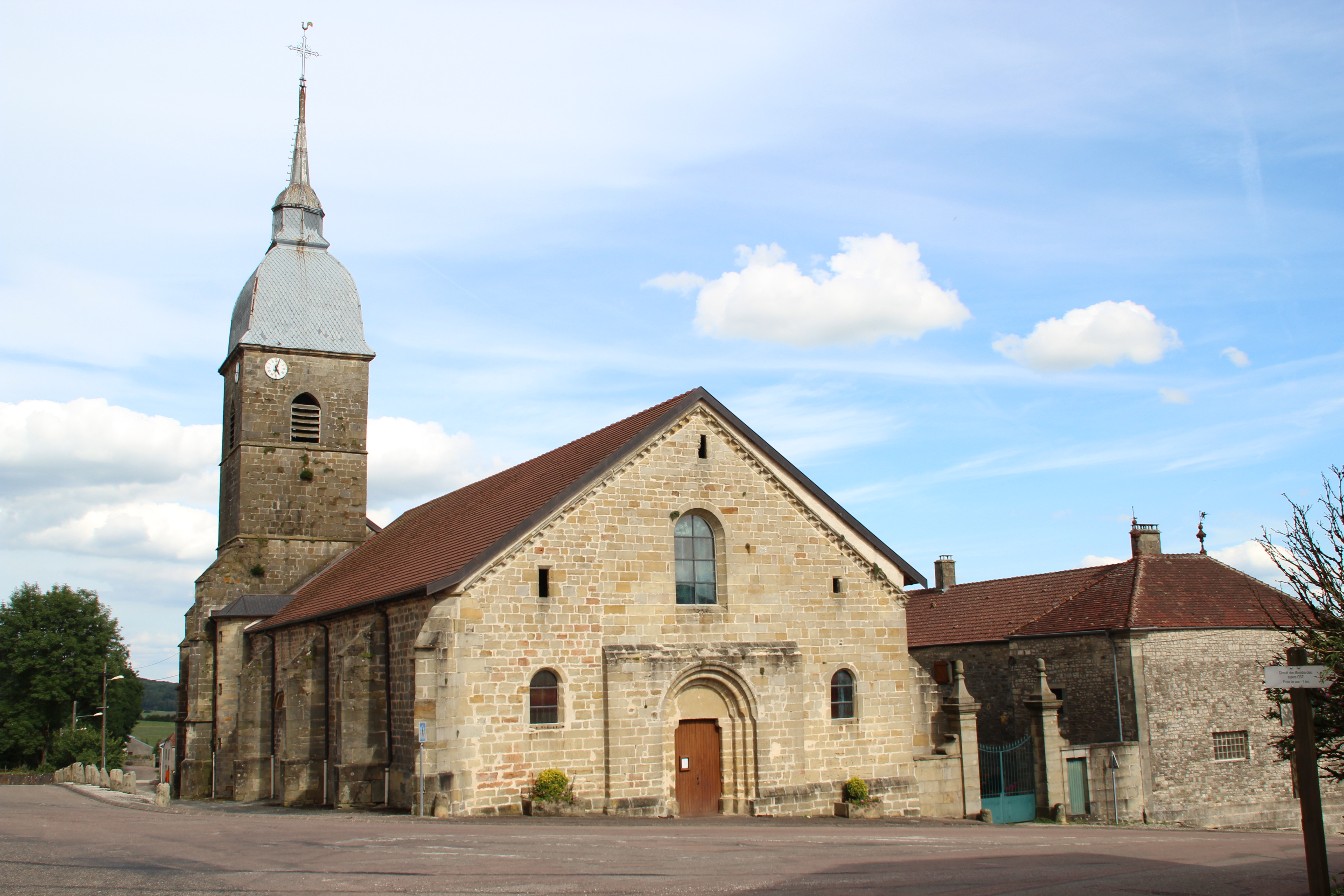
Dorfkirche Saint-Blaise
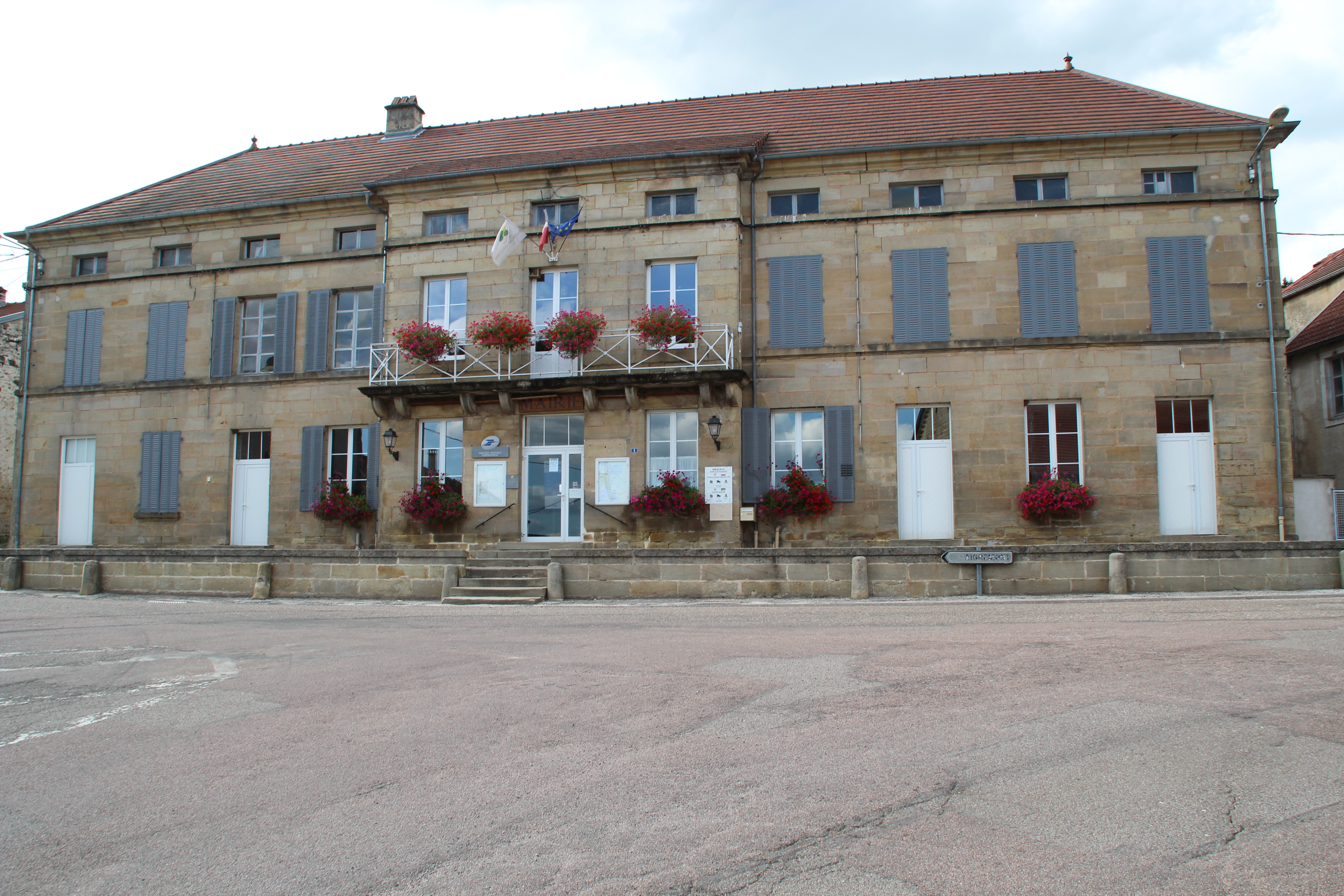
Bürgermeisteramt (Mairie)
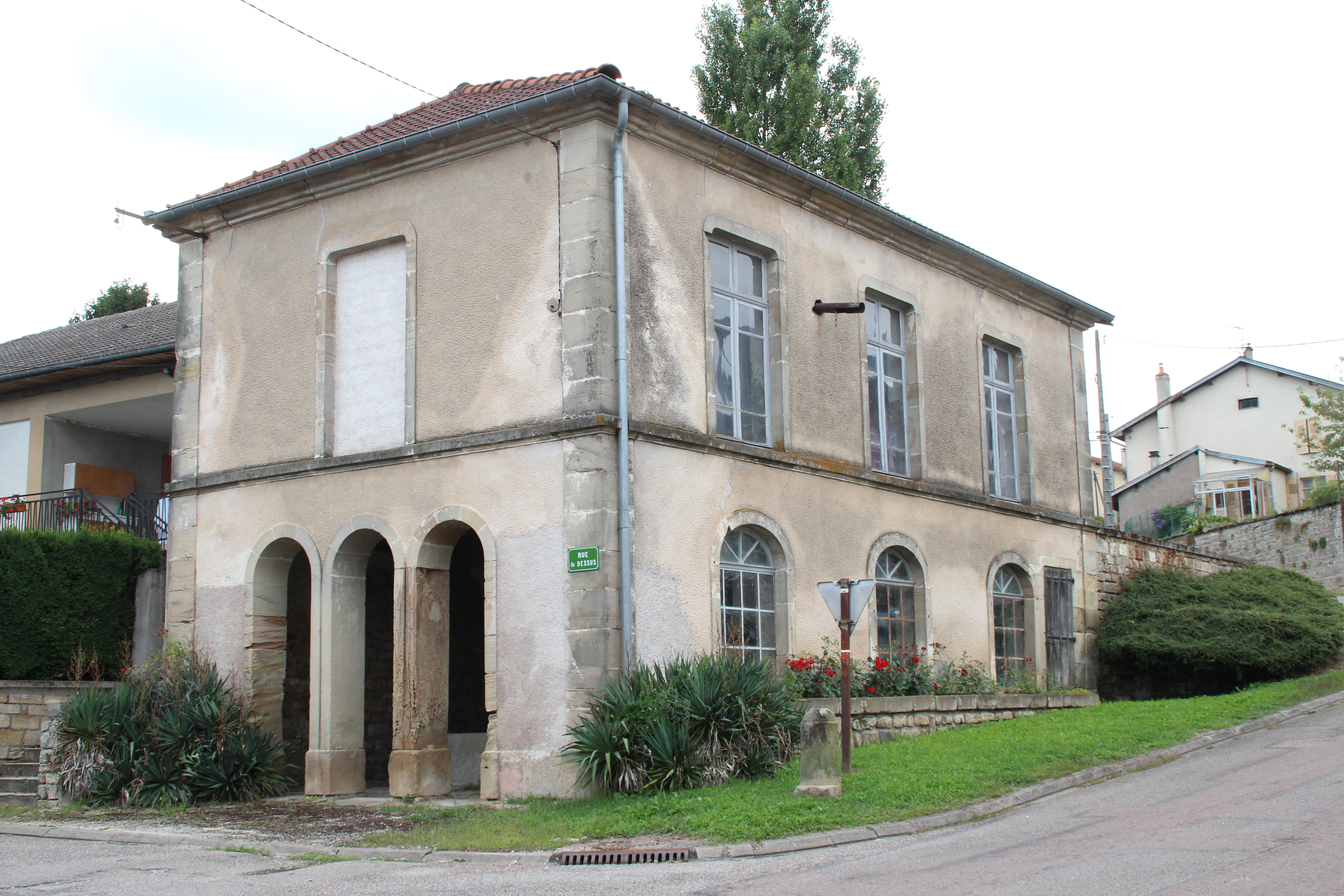
Lavoir und Feuerwehrhaus von Serqueux
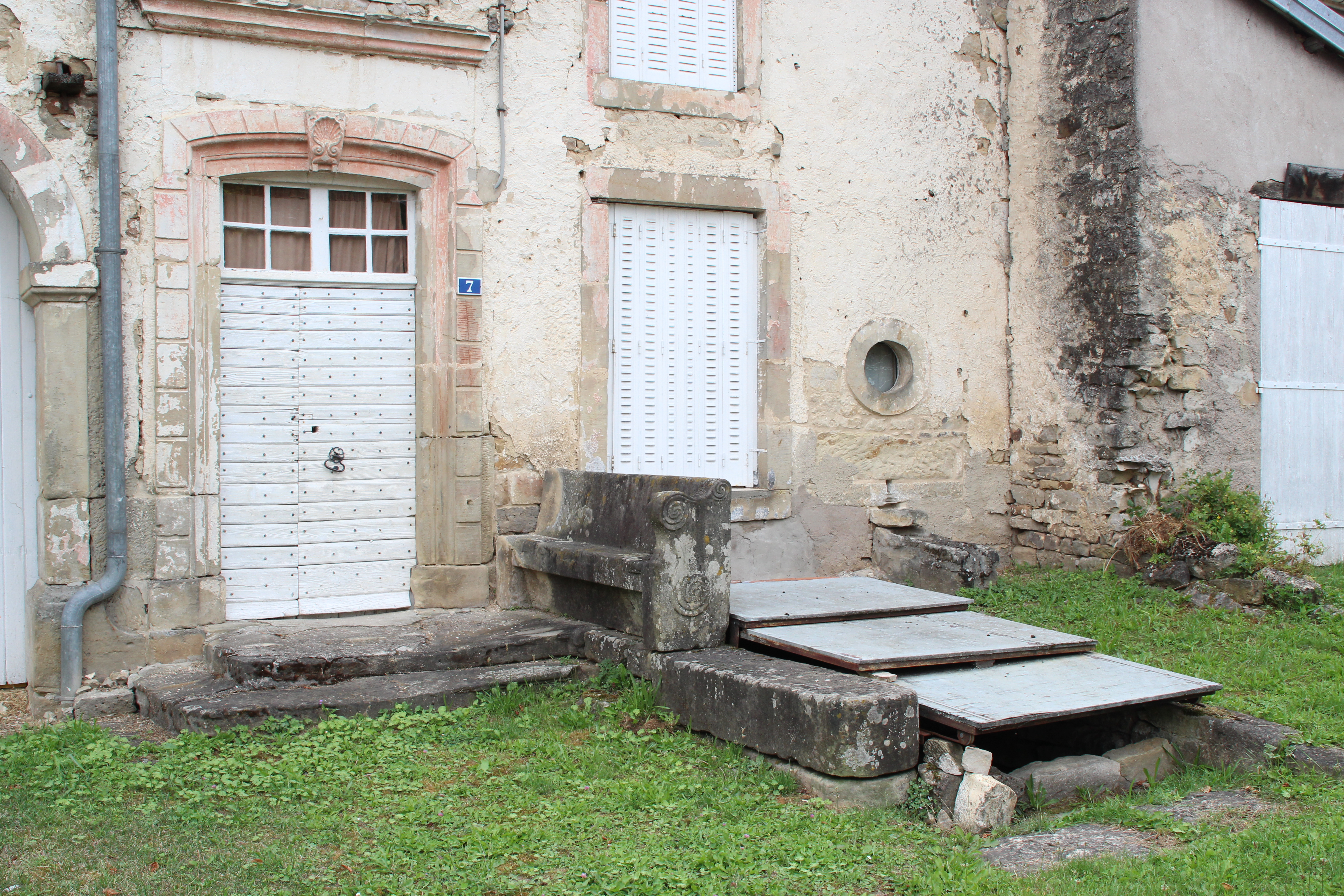
Maison Baude
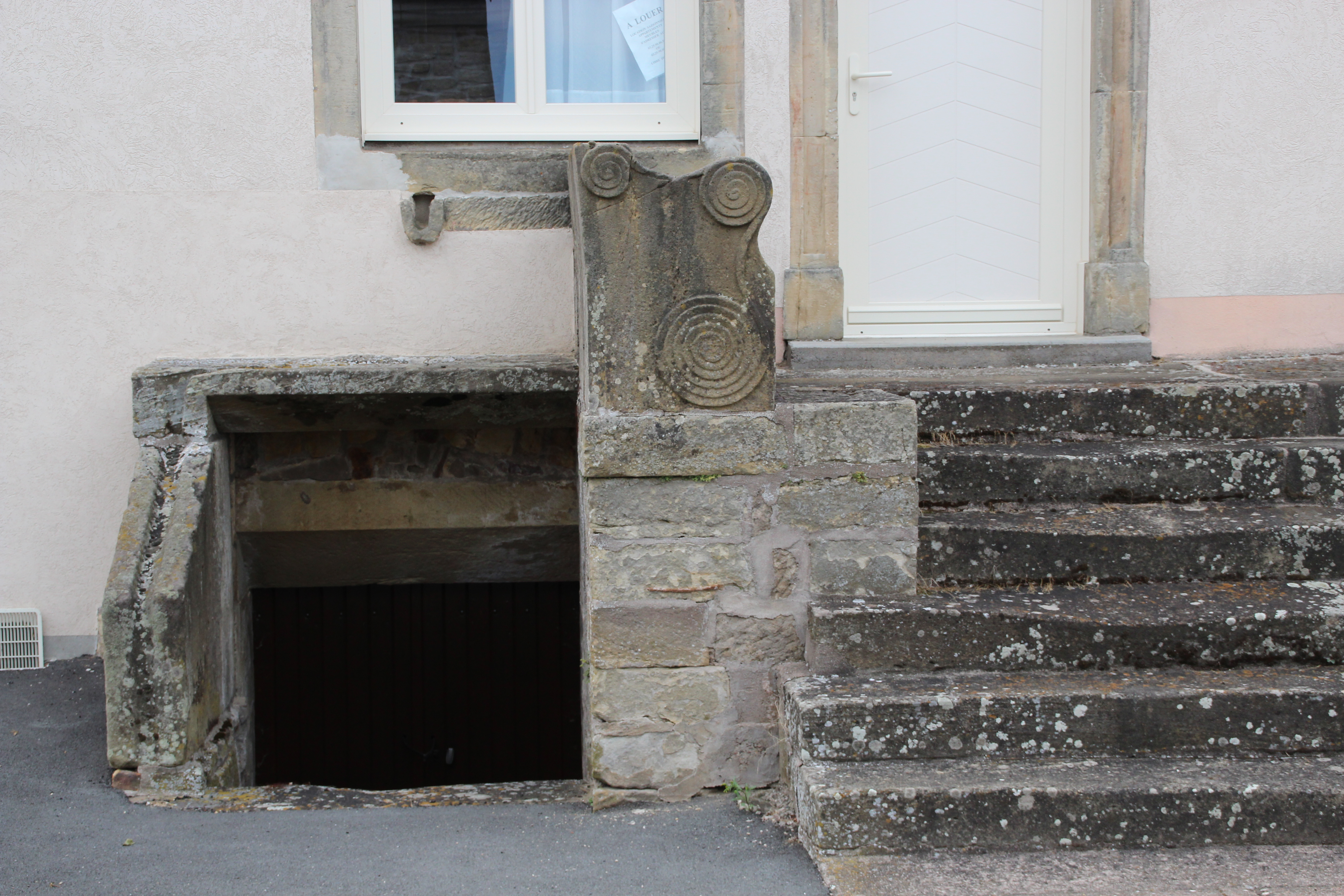
Maison Joly-Catel
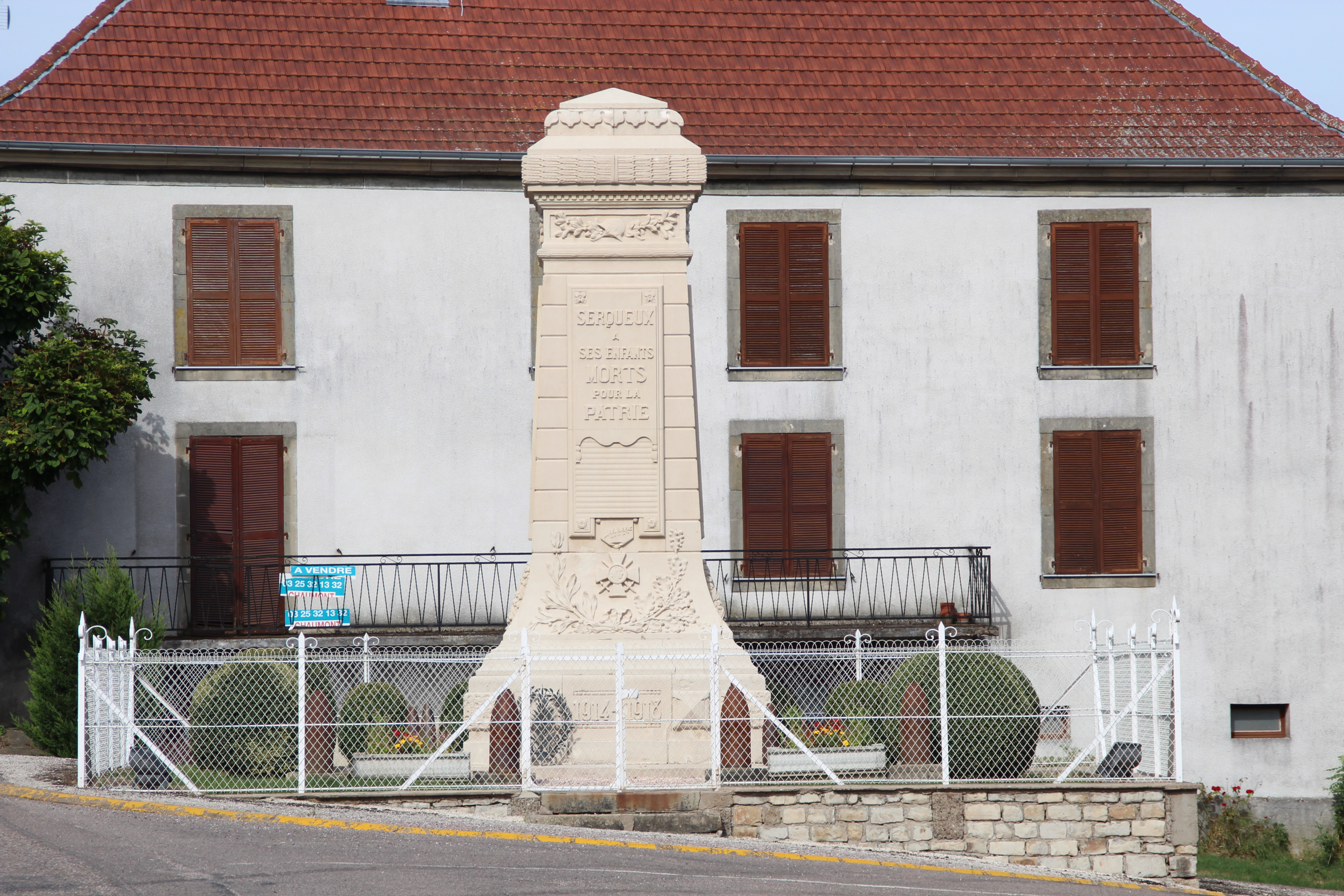
Denkmal für die Gefallenen